# Oviraptor philoceratops
Oviraptor philoceratops es la única especie conocida del género extinto Oviraptor (lat. "ladrón de huevos") de dinosaurio terópodo ovirraptórido, que vivió a finales de la época Cretácico Tardío, entre 75 a 71 millones de años, entre el Campaniense al Maastrichtiense, en lo que hoy es Asia. Al contrario de lo que el nombre sugiere, no hay pruebas de que Oviraptor se alimentara de huevos. Sus fósiles se hallaron cerca de un nido que se asumió que estaba atacando, pero estudios revelaron posteriormente que el nido pertenecía, de hecho, a Oviraptor. La popular representación de Oviraptor, con una cresta alta, pertenece realmente a Citipati, un pariente cercano.

## Descripción

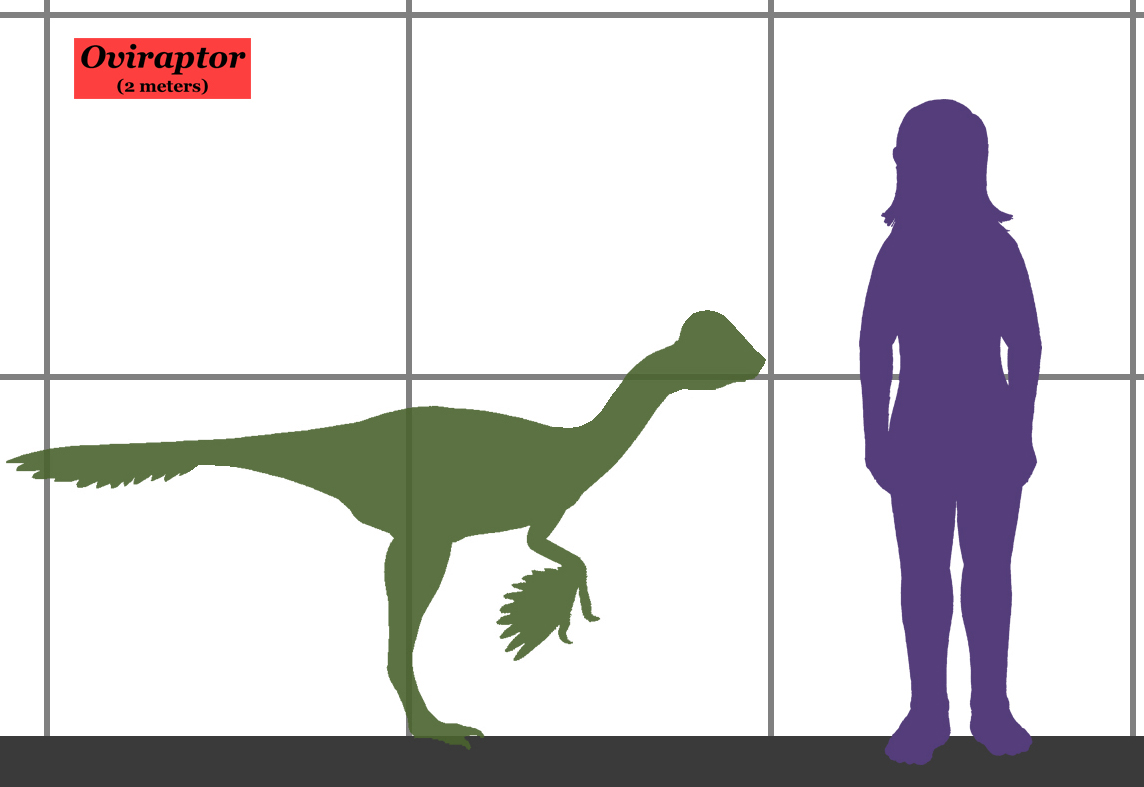
Comparación de tamaños entre un Oviraptor y un humano.

Oviraptor philoceratops se conoce por un solo esqueleto parcial, número de espécimen AMNH 6517, así como un nido cercano de quince huevos que se ha referido esta especie, AMNH 6508. Oviraptor era un dinosaurio no aviano similar a las aves, que medía alrededor de 1,7 metros de largo, 0,70 de alto y de peso 25 kilogramos. Su jaula costal, particularmente, exhibía varias características que son típicas de pájaros, incluyendo un sistema de procesos en cada costilla que habría mantenido a la caja torácica rígida. Un pariente de Oviraptor llamado Nomingia fue encontrado con un pigóstilo, que es un sistema de las vértebras fundidas que ayudarían más adelante a apoyar las plumas de cola de pájaros. Las impresiones de piel de oviraptorosaurianos más primitivos, como Caudipteryx y Protarchaeopteryx, muestran claramente una cubierta extensa de plumas en el cuerpo, las alas con plumas y velas con plumas en la cola. Una vela en cola también es indicativo de la presencia de un pigóstilo en Nomingia, sugiriendo que esta característica era común entre oviraptorosaurianos. Además, la posición en el nido de empollamiento de los especímenes de Citipati implica el uso de alas encargadas de cubrir los huevos. Dado el alto grado de similitud anatómica entre estas especies y Oviraptor, es altamente probable que este último también tuviese plumas.
Tradicionalmente se ha descrito a Oviraptor con una gran cresta similar a la del casuario, pero estudios posteriores indicaron que el cráneo de dicho espécimen correspondía a un Citipati, un pariente cercano del Oviraptor. Dadas las relaciones filogenéticas, es probable que el Oviraptor  exhibiera una cresta, aunque ante la ausencia de un cráneo, la presencia y dimensiones de esta resultan imposibles de determinar.

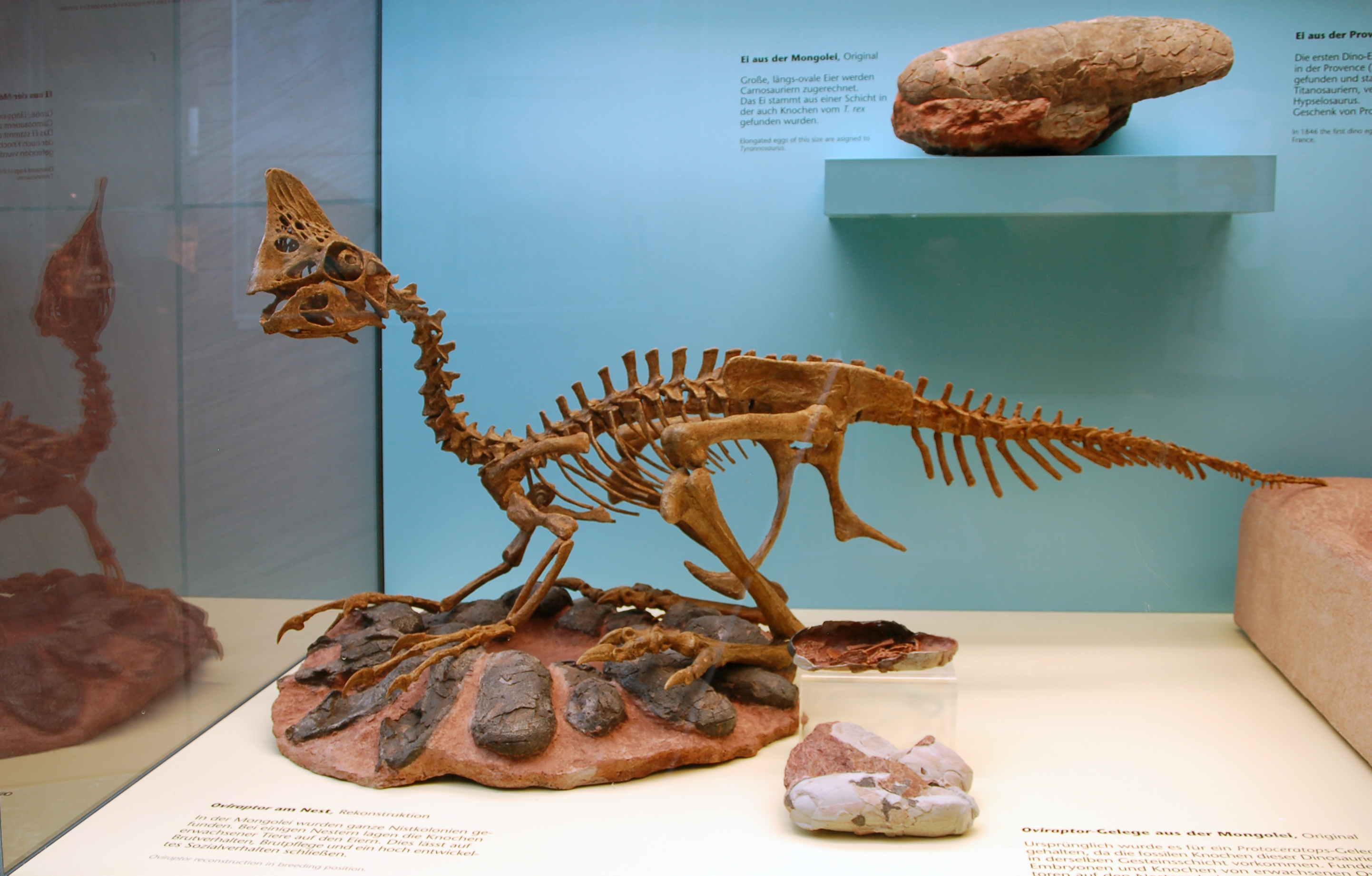
Modelo del esqueleto de ovirráptor.

Al contrario de lo que el nombre sugiere, Oviraptor no se alimentaba de huevos, cosa que se presumió debido a que sus fósiles se hallaron cerca de un nido que se asumió pertenecía al género Protoceratops, dado que este era el dinosaurio más abundante de la formación. Estudios revelaron posteriormente que el nido pertenecía, de hecho, a Oviraptor. Ya en 1977, Barsbold argumentaba que la fuerza de las mandíbulas del Oviraptor  le hubieran permitido abrir las conchas de los moluscos como las actuales ostras, que se hallaron en el mismo sitio que el Oviraptor. La idea de las mandíbulas aplastadoras fue propuesta por H. F. Osborn, que creía que la falta de dientes del ejemplar original, con la extensión de los huesos que forman el paladar constituían una herramienta para romper huevos, pero esta interpretación está siendo discutida. Estos huesos forman parte del maxilar y mandíbula que convergen a unas prolongaciones. El resto del paladar óseo, a diferencia de otros dinosaurios, se extiende más allá que la línea de la mandíbula y pudo ocupar un espacio inferior sin dientes en la mandíbula. Un pico o rhamphotheca cubría los bordes de ambas mandíbulas y probablemente del paladar según lo propuesto por Barsbold y Osborn.

## Descubrimiento e investigación

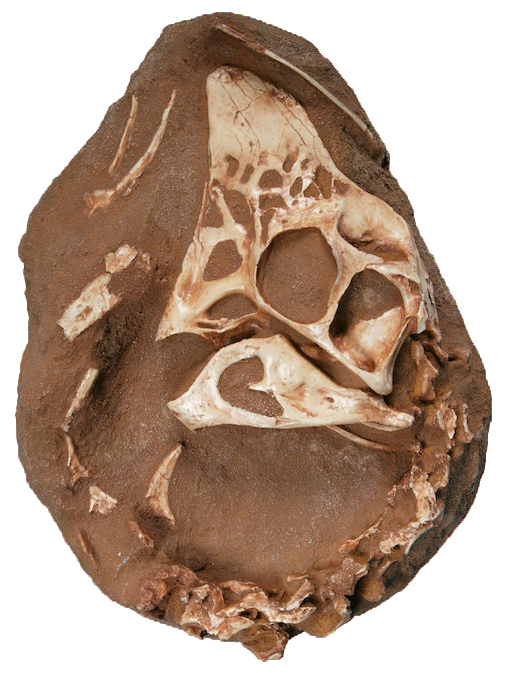
Réplica del fósil de un cráneo de Oviraptor en el Museo de los Niños de Indianápolis.

Los restos del primer Oviraptor fueron encontrados en Omnogov, Mongolia en la Formación Djadochta, durante una expedición del Museo Americano de Historia Natural, en 1924. Los restos de un segundo posible ejemplar provienen de la Mongolia Interior, China de un área llamada Bayan Mandahu. Los primeros restos se encontraron al lado de lo que se pensó en su momento como una pila de huevos de Protoceratops, por lo que se supuso que se alimentaba de los huevos, saqueando los nidos, por ese motivo es su nombre que en latín significa , Oviraptor, "ladrón de huevos", y el nombre de la especie philoceratops que significa "amante de cerátopos". En el artículo de su presentación explica su nombre debido a que los restos se encontraban a solo 10 centímetros de arena de los huevos. Sin embargo Osborn sugiere que el nombre no es correcto ya que es más probable que se alimentara de bivalvos. En los 1990s, el descubrimiento del Citipati, parece afirmar lo que sostiene Osborn, ya que este se encontró en posición de empollar sus huevos que son alongados, muy parecidos a los encontrados junto al Oviraptor original, por lo que ahora se cree que no los estaba robando, sino todo lo contrario estaba protegiendo su prole.

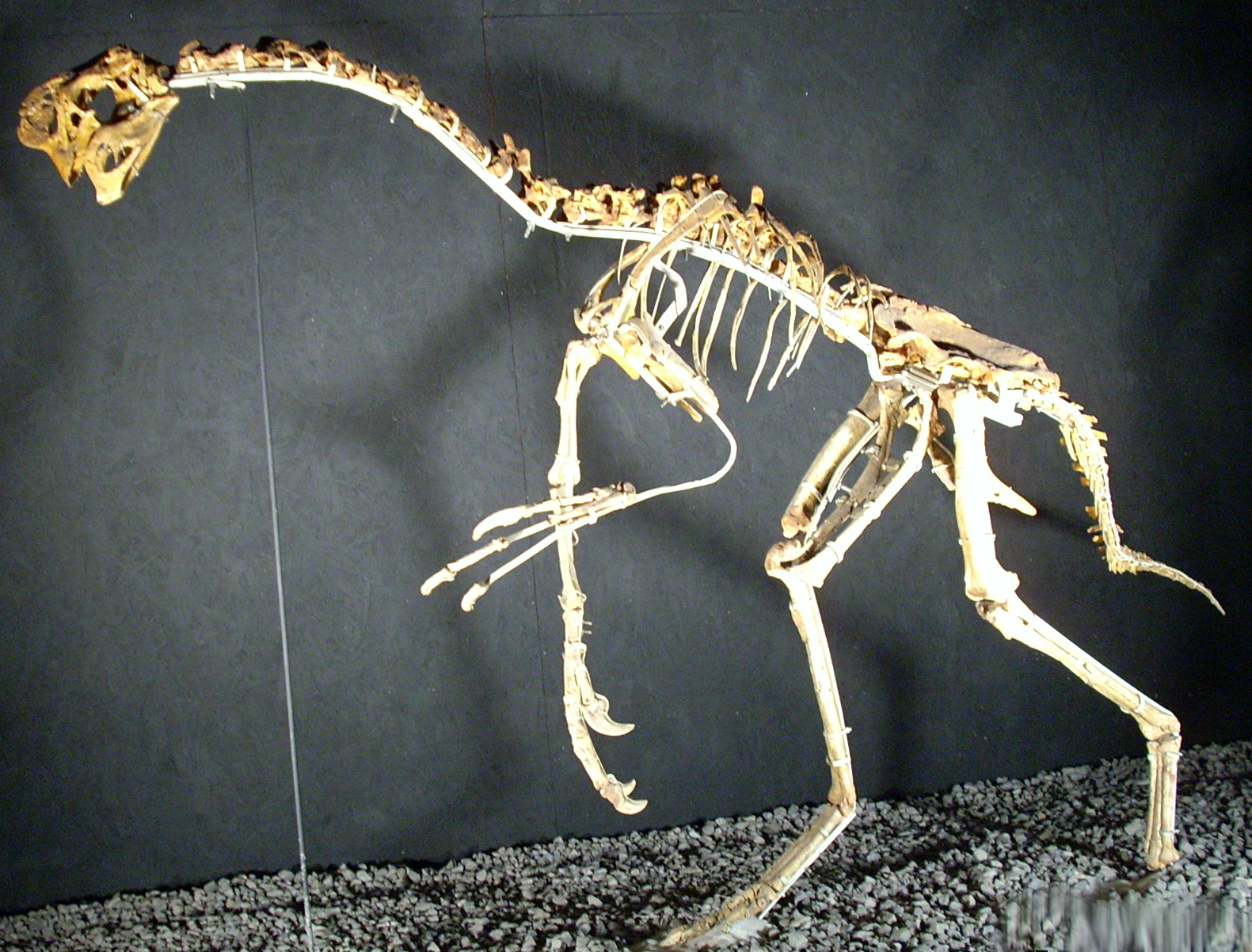
Esqueleto de Oviraptor.

Debido a que los restos originales de Oviraptor están pobremente preservados, especialmente el cráneo aplastado y deformado, nuevos y más completos especímenes se han asignados a este género durante las décadas de 1970 1980. En 1976, Barsbold refirió seis especímenes adicionales al género Oviraptor, incluyendo IGM 100/20 e IGM 100/21, pero estos fueron posteriormente asignados a un nuevo género, Conchoraptor. Otro espécimen, IGN 100/42, es sin duda uno el más famosos, con un cráneo muy bien preservado y gran tamaño. Este fue referido a Oviraptor por Barsbold en 1981. El espécimen fue usado para representar al Oviraptor en la mayoría de las representaciones en los medios de difusión populares y en estudios científicos de los ovirraptóridos. Sin embargo este espécimen con una gran cresta como la del casuario, ha sido reexaminado por científicos y se encontraron diferencias con el holotipo de Oviraptor. Por esta razón ha sido removido del género Oviraptor, y provisionalmente colocado dentro del género Citipati.

## Clasificación
Oviraptor fue ubicado por Osborn junto a los ornitomímidos, debido a su falta de dientes. Osborn también encontró similitudes con los Chirostenotes, que son considerados parientes cercano del Oviraptor. En 1976, Rinchen Barsbold creó una nueva familia que contenía a Oviraptor y a sus parientes cercanos, concibiendo a partir del género Oviraptor el género tipo para la familia Oviraptoridae.

### Filogenia
El cladograma a continuación sigue un análisis de Fanti et al. , 2012.
|  | Rinchenia |
|  |           |
|  | Citipati  |
|  |           |

|         | Ajancingenia                                              |
|         |                                                           |
| unnamed | \| \| Nemegtomaia \| \| \| \| \| \| Heyuannia \| \| \| \| |
|         | \| \| Nemegtomaia \| \| \| \| \| \| Heyuannia \| \| \| \| |
|         | Nemegtomaia                                               |
|         |                                                           |
|         | Heyuannia                                                 |
|         |                                                           |

|  | Nemegtomaia |
|  |             |
|  | Heyuannia   |
|  |             |

|         | Ajancingenia                                              |
|         |                                                           |
| unnamed | \| \| Nemegtomaia \| \| \| \| \| \| Heyuannia \| \| \| \| |
|         | \| \| Nemegtomaia \| \| \| \| \| \| Heyuannia \| \| \| \| |
|         | Nemegtomaia                                               |
|         |                                                           |
|         | Heyuannia                                                 |
|         |                                                           |

|  | Nemegtomaia |
|  |             |
|  | Heyuannia   |
|  |             |

|         | Ajancingenia                                              |
|         |                                                           |
| unnamed | \| \| Nemegtomaia \| \| \| \| \| \| Heyuannia \| \| \| \| |
|         | \| \| Nemegtomaia \| \| \| \| \| \| Heyuannia \| \| \| \| |
|         | Nemegtomaia                                               |
|         |                                                           |
|         | Heyuannia                                                 |
|         |                                                           |

|  | Nemegtomaia |
|  |             |
|  | Heyuannia   |
|  |             |

|         | Ajancingenia                                              |
|         |                                                           |
| unnamed | \| \| Nemegtomaia \| \| \| \| \| \| Heyuannia \| \| \| \| |
|         | \| \| Nemegtomaia \| \| \| \| \| \| Heyuannia \| \| \| \| |
|         | Nemegtomaia                                               |
|         |                                                           |
|         | Heyuannia                                                 |
|         |                                                           |

|  | Nemegtomaia |
|  |             |
|  | Heyuannia   |
|  |             |

|         | Ajancingenia                                              |
|         |                                                           |
| unnamed | \| \| Nemegtomaia \| \| \| \| \| \| Heyuannia \| \| \| \| |
|         | \| \| Nemegtomaia \| \| \| \| \| \| Heyuannia \| \| \| \| |
|         | Nemegtomaia                                               |
|         |                                                           |
|         | Heyuannia                                                 |
|         |                                                           |

|  | Nemegtomaia |
|  |             |
|  | Heyuannia   |
|  |             |

|         | Ajancingenia                                              |
|         |                                                           |
| unnamed | \| \| Nemegtomaia \| \| \| \| \| \| Heyuannia \| \| \| \| |
|         | \| \| Nemegtomaia \| \| \| \| \| \| Heyuannia \| \| \| \| |
|         | Nemegtomaia                                               |
|         |                                                           |
|         | Heyuannia                                                 |
|         |                                                           |

|  | Nemegtomaia |
|  |             |
|  | Heyuannia   |
|  |             |

|         | Ajancingenia                                              |
|         |                                                           |
| unnamed | \| \| Nemegtomaia \| \| \| \| \| \| Heyuannia \| \| \| \| |
|         | \| \| Nemegtomaia \| \| \| \| \| \| Heyuannia \| \| \| \| |
|         | Nemegtomaia                                               |
|         |                                                           |
|         | Heyuannia                                                 |
|         |                                                           |

|  | Nemegtomaia |
|  |             |
|  | Heyuannia   |
|  |             |

|         | Ajancingenia                                              |
|         |                                                           |
| unnamed | \| \| Nemegtomaia \| \| \| \| \| \| Heyuannia \| \| \| \| |
|         | \| \| Nemegtomaia \| \| \| \| \| \| Heyuannia \| \| \| \| |
|         | Nemegtomaia                                               |
|         |                                                           |
|         | Heyuannia                                                 |
|         |                                                           |

|  | Nemegtomaia |
|  |             |
|  | Heyuannia   |
|  |             |

|  | Rinchenia |
|  |           |
|  | Citipati  |
|  |           |

|         | Ajancingenia                                              |
|         |                                                           |
| unnamed | \| \| Nemegtomaia \| \| \| \| \| \| Heyuannia \| \| \| \| |
|         | \| \| Nemegtomaia \| \| \| \| \| \| Heyuannia \| \| \| \| |
|         | Nemegtomaia                                               |
|         |                                                           |
|         | Heyuannia                                                 |
|         |                                                           |

|  | Nemegtomaia |
|  |             |
|  | Heyuannia   |
|  |             |

|         | Ajancingenia                                              |
|         |                                                           |
| unnamed | \| \| Nemegtomaia \| \| \| \| \| \| Heyuannia \| \| \| \| |
|         | \| \| Nemegtomaia \| \| \| \| \| \| Heyuannia \| \| \| \| |
|         | Nemegtomaia                                               |
|         |                                                           |
|         | Heyuannia                                                 |
|         |                                                           |

|  | Nemegtomaia |
|  |             |
|  | Heyuannia   |
|  |             |

|         | Ajancingenia                                              |
|         |                                                           |
| unnamed | \| \| Nemegtomaia \| \| \| \| \| \| Heyuannia \| \| \| \| |
|         | \| \| Nemegtomaia \| \| \| \| \| \| Heyuannia \| \| \| \| |
|         | Nemegtomaia                                               |
|         |                                                           |
|         | Heyuannia                                                 |
|         |                                                           |

|  | Nemegtomaia |
|  |             |
|  | Heyuannia   |
|  |             |

|         | Ajancingenia                                              |
|         |                                                           |
| unnamed | \| \| Nemegtomaia \| \| \| \| \| \| Heyuannia \| \| \| \| |
|         | \| \| Nemegtomaia \| \| \| \| \| \| Heyuannia \| \| \| \| |
|         | Nemegtomaia                                               |
|         |                                                           |
|         | Heyuannia                                                 |
|         |                                                           |

|  | Nemegtomaia |
|  |             |
|  | Heyuannia   |
|  |             |

|         | Ajancingenia                                              |
|         |                                                           |
| unnamed | \| \| Nemegtomaia \| \| \| \| \| \| Heyuannia \| \| \| \| |
|         | \| \| Nemegtomaia \| \| \| \| \| \| Heyuannia \| \| \| \| |
|         | Nemegtomaia                                               |
|         |                                                           |
|         | Heyuannia                                                 |
|         |                                                           |

|  | Nemegtomaia |
|  |             |
|  | Heyuannia   |
|  |             |

|         | Ajancingenia                                              |
|         |                                                           |
| unnamed | \| \| Nemegtomaia \| \| \| \| \| \| Heyuannia \| \| \| \| |
|         | \| \| Nemegtomaia \| \| \| \| \| \| Heyuannia \| \| \| \| |
|         | Nemegtomaia                                               |
|         |                                                           |
|         | Heyuannia                                                 |
|         |                                                           |

|  | Nemegtomaia |
|  |             |
|  | Heyuannia   |
|  |             |

|         | Ajancingenia                                              |
|         |                                                           |
| unnamed | \| \| Nemegtomaia \| \| \| \| \| \| Heyuannia \| \| \| \| |
|         | \| \| Nemegtomaia \| \| \| \| \| \| Heyuannia \| \| \| \| |
|         | Nemegtomaia                                               |
|         |                                                           |
|         | Heyuannia                                                 |
|         |                                                           |

|  | Nemegtomaia |
|  |             |
|  | Heyuannia   |
|  |             |

|         | Ajancingenia                                              |
|         |                                                           |
| unnamed | \| \| Nemegtomaia \| \| \| \| \| \| Heyuannia \| \| \| \| |
|         | \| \| Nemegtomaia \| \| \| \| \| \| Heyuannia \| \| \| \| |
|         | Nemegtomaia                                               |
|         |                                                           |
|         | Heyuannia                                                 |
|         |                                                           |

|  | Nemegtomaia |
|  |             |
|  | Heyuannia   |
|  |             |

## Paleobiología
Como sugiere su nombre, originalmente se presumió que Oviraptor había comido huevos, basándose en su asociación con un nido fosilizado , número de muestra AMNH FR 6508, que se creían que pertenecía al Protoceratops. La idea de una mandíbula aplastante fue propuesta por primera vez por H. F. Osborn, quien creía que el pico sin dientes del cráneo original, junto con una extensión de varios huesos debajo de la mandíbula desde el paladar, habría hecho una herramienta para la "perforación de huevos". En 1977, Barsbold argumentó que la fuerza de su pico indicaría que era lo suficientemente fuerte como para romper las conchas de moluscos como las almejas , que se encuentran en la misma formación geológica que Oviraptor. Estos huesos forman parte del hueso de la mandíbula superior principal o maxilar, que convergen en el medio para formar un par de dientes. El resto del paladar óseo, a diferencia de todos los demás dinosaurios, se extiende por debajo de la línea de la mandíbula y habría empujado hacia el espacio entre las mandíbulas inferiores desdentadas. Un pico, "rhamphotheca", cubría los bordes de las mandíbulas superior e inferior y probablemente el paladar, como propusieron Barsbold y Osborn.
El descubrimiento de especímenes anidantes de Citipati relacionado , con los mismos tipos de huevo en el espécimen original de Oviraptor, mostró que los huevos en realidad pertenecían a Oviraptor, no a Protoceratops y que el espécimen tipo probablemente incubaba los huevos, no se alimentaba de ellos. Si bien este descubrimiento no descartó la posibilidad de que Oviraptor incluyera huevos en su dieta, se desconocen sus estrategias de alimentación exactas. El único esqueleto de Oviraptor philoceratops conservó los restos de un lagarto en la región de la cavidad del estómago, lo que implica que la especie era al menos parcialmente carnívora.

## Cultura popular
Gracias en parte a su extraña apariencia aviana, y a su reputación de ladrón de huevos, Oviraptor es un actor común en la ficción popular sobre dinosaurios. Sin embargo, casi todas las pinturas populares de Oviraptor se han basado realmente en reconstrucciones anteriores del oviraptórido con cresta alta ahora conocido como Citipati, no en especímenes actualmente reconocidos de  Oviraptor.
Un notable ejemplo de Oviraptor en la ficción es su aparición en el libro de James Gurney Dinotopia. Debido a que no fue considerado predador de huevos, Gurney le cambió el nombre al animal a "Ovinutrix", que significa "cuidador de huevos". 
Oviraptor aparece en varias películas o series de televisión, como en Dinosaurio, de Disney, en la que se lo ve robando un huevo de Iguanodon del que nació Aladar, y en el primer episodio de la serie de televisión Dinosaur Planet de Discovery Channel, compitiendo por comida con un Velociraptor. Ruby es una joven Oviraptor hembra que conoce a los jóvenes dinosaurios en la serie de televisión The Land Before Time.
Oviraptor también aparece en varios juegos de videos, incluyendo Dino Stalker y Dino Crisis 2, en ambos mostrando la capacidad de escupir veneno como Dilophosaurus de Parque Jurásico.